# Источне католичке цркве
Источне католичке цркве, познате и као Оријенталне католичке цркве или Католичке цркве источног обреда, у неким историјски изворима и као Унијатске цркве, двадесет три су источнохришћанске засебне цркве sui iuris у пуној заједници са римским папом, као дио Католичке цркве. На челу са патријарсима, митрополитима и врховним архиепископима, Источне католичке цркве управљају у складу са Кодексом канона Источних цркава, иако свака црква има своје каноне и право изнад овога, а изричито очување сопствених традиција се подстиче. Укупан број вјерника ових црквама процјењује се на око 18 милиона људи, према католичком годишњем директоријуму Annuario Pontificio, то чини око 1,5% укупних вјерника Католичке цркве, док остатак вјерника од више од 1,2 милијарде припада Латинској цркви, познатој као Западна црква или Римокатоличка црква.
Маронитска црква се сматра једином источнокатоличком црквом која је одувијек била у пуној заједници са Католичком црквом, док је већина других цркава дошла у унију од 16. вијека па надаље. Међутим, Мелкитска гркокатоличка црква и Итало-албанска источнокатоличка црква такође тврде да су у сталној заједници. Пет највећих цркава према броју вјерника јесу: Украјинска гркокатоличка црква (византијски обред), Сиромалабарска католичка црква (источносиријски обред), Маронитска црква (западносиријски обред), Мелкитска источнокатоличка црква (византијски обред) и Јерменска источнокатоличка црква (јерменски обред). Ових пет цркава чине око 80% вјерника Источних католичких цркава.
Пуна заједница представља дијељење светих тајни између Источних католичких цркава и Латинске цркве, укључујући евхастистичку међузаједницу. У другу руку, литургијска традиција 23 Источне католичке цркве, укључујући византијски, александријски, јерменски, источносиријски и западносиријски обред, дијели се са другим источнохришћанским црквама: Православном, Древноисточном, Асирском црквом Истока и Црквом Истока. Иако нека теолошка питања дијеле Источне католичке цркве од других источнохришћанских цркава, оне признају евхаристију и друге свете тајне вјерника друге цркве, што одређује Оријентално канонско право.

## Назив
Назив источне католичке цркве односи се на 23 цркве које припадају различитим источним литургијским традицијама и служе се посебним обредима: грчко-византијским, јерменским, коптско-александријским, сиријско-антиохијским или сиријско-халдејским. Називају се источним црквама због тога што користе источне обреде, који се разликују од западних обреда (латинског, односно римског и њему сличних, попут миланског). Називају се католичким црквама по томе што се налазе у пуном јединству са Католичком црквом. Такође, по основу тога што су настале ступањем у јединство, односно унију са Католичком црквом, називају се и унијатским црквама.

## Историја
Историја источних католичких цркава везана је за црквене расколе, који су били узроковани првенствено теолошким, односно догматским или еклисиолошким, али неретко и политичким разлозима. По том основу се могу разликовати поделе са теолошко-догматским поводом, када су се поједине цркве међусобно оптуживале за кривоверје, односно јерес, као и поделе због еклисиолошких, односно црквено-организационих и других сличних неслагања око расподеле надлежности, при чему су настајали расколи. Након Великог раскола (1054), када се Римокатоличка црква одвојила од васељенског Православља, на римокатоличкој страни су почеле да се јављају замисли о привлачењу православних и осталих источних цркава или њихових делова ради стварања црквене уније на челу са римским папом.

### Унијаћење православаца
Прву групу источних цркава ка којима је Римокатоличка црква усмерила своју унијатску делатност чиниле су цркве васељенског Православља, односно њихови делови који су били у домашају римокатоличког утицаја. Рад на њиховом унијаћењу започет је у јужној Италији, недуго након Великог раскола (1054), и био је усмерен према тамошњим православним Грцима, који су на Сабору у Барију (1098) наведени да приме унију са Римокатоличком црквом. Већ у то време, као главни теолошки проблем за превођење православних хришћана на унију показала се пнеуматолошка разлика у учењима о исхођењу Светог Духа, са чим је било спојено и питање о западном уметку Filioque у Никејско-цариградски симбол вере. Додатни проблеми су се тицали разних обредних питања и разлика у обичајима. У прво време, међу римокатоличким теолозима су постојала различита мишљења о начину на који би требало вршити унијаћење православних хришћана и степену обредне посебности и управне аутономије који би им требало оставити у оквиру уније.
Сва ова питања разматрана су на Другом лионском сабору (1274), на којем је био присутан и посланик византијског цара Михајла VIII Палеолога, као и цариградски патријарх Герман са представницима грчкога свештенства. Иако се чинило да је договор о јединству постигнут, испоставило се да иза споразума стоје првенствено политички разлози, а по повратку у Цариград грчки посланици нису било добро примљени, тако се Лионска унија никад није била спроведена у дело. Сличан покушај је поновљен и 1439. године на Фирентинском сабору, али убрзо се показало да ни Фирентинска унија неће бити дугог века.
Према грчко-византијском литургијском обреду који би задржавали приликом склапања уније, бивши православни хришћани су прозвани гркокатолицима. Тек у раздољу од 16. и 18. веку, након склапања Брестовске уније (1596) и Ужгородске уније (1646), постављени су темељ за настанак и развој првих аутономних гркокатоличких црква, које су успеле да заживе и опстану, првенствено у границама Пољско-литванске државе, а потом и у Хабзбуршкој монархији.

### Унијаћење монофизита
Другу групу источних цркава ка којима је Римокатоличка црква усмерила своју унијатску делатност чиниле су оријентално-православне цркве, односно њихови делови који су били у делокругу римокатоличких мисионара. Оријенталне монофизитске, односно миафизитске цркве су настале након Халкидонског сабора (451), путем одвајања од васељенског Православља. Римокатоличка црква је дошла у непосредан додир са овим црквама у време Крсташких ратова, када су римокатолички мисионари започели рад на унијаћењу појединих група оријентално-православних хришћана. Овај процес је такође био дуготрајан, али временом је довео до одвајања унијатских скупина од њихових матичних цркава и стварања посебних унијатских цркава јерменског, коптско-александријског и сиријско-антиохијског обреда. Тако су настале Јерменска источнокатоличка црква, Коптска оријентално-православна црква и Сиријска католичка црква.

### Унијаћење маронита
Трећу групу су чинили источни хришћани који су припадали Древној маронитској цркви, која се од васељенског Православља одвојила након Шестог васељенског сабора (680-681), услед спорова око монотелитске јереси. Римокатолички мисионари су дошли у непосредан додир са маронитима у време Крсташких ратова, али рад на њиховом унијаћењу је био веома дуготрајан. Међутим, римокатолички мисионари су временом успели да поунијате целу Маронитску цркву, те је тако настала данашња Маронитска источнокатоличка црква. Унијаћење маронита је једини пример потпуног унијаћења једне источне цркве.

### Унијаћење несторијанаца
Четврту групу су чиниле цркве које су настале из древне Цркве Истока, чије је одвајање од васељенског Православља започело након Ефеског сабора (431), услед спорова око несторијанске јереси. Рад римокатоличких мисионара на унијаћењу несторијанаца добио је на замаху средином 16. века, али је такође спровођен са промењивим успехом, све до 19. века када је извршена коначна консолидација унијатске Халдејске католичке цркве.

## Унутрашње уређење
По католичком канонском праву, свака од источних католичких цркава је црква sui iurus, што значи да је аутономна у односу на остале католичке цркве и у правилу има и сопствену јерархију, осим у крајевима где има премало припадника ових цркава па се за њих брину бискупи латинског обреда.
Унутрашња јерархија сваке од тих цркава базира се на сопственим традицијама. Тако су на челу неких од ових цркава патријарси. Тако источни католички патријарси своје традиционалне центре имају у Александрији (Копти), Антиохији (Мелкити, Маронити и Сиријска источнокатоличка црква), Вавилону (Калдејци), Киликији (Јермени). Осим патријарха постоје и велики архиепископи, као што је велики архиепископ Кијева који је поглавар Украјинске гркокатоличке цркве.
Називи црквено-управних установа и звања у источним католичким црквама се по правилу разликују од паралелних назива у Римокатоличкој цркви. На пример, оно што је на истоку епархија на западу је бискупија, што је на истоку протосинђел на западу је генерални викар. Према традицији источних цркава сакраменти крштења и помазања деле се непосредно једна након друге. Слично је и с причешћем. Свештеници у источним католичким црквама нису обавезни на целибат, као што је то случај у Римокатоличкој цркви. Ипак, епископ може да постане само неожењени свештеник. Као и у Православној цркви, већ рукоположени свештеник не може да се ожени.

## Место у екуменском дијалогу
Односи између источних католичких цркава и њихових бивших матица, односно цркава од којих су се ове цркве одвојиле ради уније са Римокатоличком црквом, оптерећен је тешким историјским наслеђем. Процес унијаћења, а самим тим и настанка источнокатоличких цркава, у историјском контексту је био праћен честим споровима и сукобима, а неретко и прогонима, што је довело до међусобног неповерења и других негативних појава. Тек у новије време, у контексту екуменског дијалога, пракса унијаћења је одбачена (Баламандски споразум) као метод за уједињење хришћана. Римокатоличка страна и даље заступа став да унијатске цркве имају пуно право да постоје, док православни и остали источни хришћани и даље са неповерењем гледају на улогу унијатских цркава у савременим интерконфесионалним односима.

## Списак источних католичких цркава

### Источнокатоличке црквевизантијског обреда(гркокатолици)

#### Са сопственом јерархијом
- Албанска гркокатоличка црква;
- Бугарска гркокатоличка црква;
- Грчка источнокатоличка црква; у Грчкој
- Италоалбанска католичка црква
- Мађарска гркокатоличка црква;
- Македонска гркокатоличка црква;
- Мелкитска гркокатоличка црква; (Блиски исток, са седиштем у Дамаску)
- Румунска гркокатоличка црква;
- Русинска гркокатоличка црква;
- Словачка гркокатоличка црква;
- Украјинска гркокатоличка црква;
- Гркокатоличка црква у Хрватској и Србији.

#### Без властите јерархије
- Белоруска гркокатоличка црква;
- Руска гркокатоличка црква;
- Гркокатолицизам у Црној Гори.

### Источнокатоличке цркве сиријског обреда (сирокатолици)

#### Западносиријски(илиантиохијски) обред
- Маронитска источнокатоличка црква;
- Сиромаланкарска источнокатоличка црква;
- Сиријска католичка црква.

#### Источносиријски(илихалдејски) обред
- Халдејска католичка црква;
- Сиромалабарска католичка црква.

### Источнокатоличке црквеалександријскогобреда
- Еритрејска католичка црква, створена 2015. године;
- Етиопска католичка црква;
- Коптска католичка црква.

### Источнокатоличка црквајерменскогобреда
- Јерменска источнокатоличка црква